# Edvige Mussolini
Edvige Mussolini (Predappio, 10 novembre 1888 – Roma, 20 maggio 1952) era figlia di Alessandro Mussolini, fabbro e militante dapprima anarchico e poi socialista, nonché assessore e consigliere comunale a Predappio, e Rosa Maltoni, maestra di scuola elementare. Fu sorella minore di Arnaldo e Benito Mussolini.

## Biografia
Dopo essersi sposata con il cavaliere Michele Mancini, si trasferì da Predappio a Premilcuore, di cui il marito divenne podestà. Ebbe cinque figli: Giuseppe (nato il 24 settembre 1924), Paolo (nato il 5 ottobre 1920), marito di Anna Mercatali, Giuseppina (nata il 5 maggio 1914), moglie di Renato Romanini, Maria Teresa (nata il 19 giugno 1911), moglie di Clemente Baccherini e Rosa Cristina (nata il 24 luglio 1908), che sposò Pier Giovanni Ricci il 15 febbraio 1928.
Nel 1940 ottenne l'annullamento del provvedimento che condannava lo scrittore Pitigrilli (Dino Segre), accusato di essere antifascista, a essere confinato nel campo di internamento dell'Aquila. Suo figlio Giuseppe Mancini, vicebrigadiere della 6ª Compagnia della Legione Tagliamento della Guardia Nazionale Repubblicana, arresosi ai partigiani, fu ucciso il 28 aprile 1945 insieme ad altri quarantadue commilitoni nella strage di Rovetta, stesso giorno dello zio Benito.
Edvige fino al 1940 custodì i presunti diari che, secondo alcuni storici, il fratello Benito avrebbe scritto tra il 1935 e il 1939. Le cinque agende sono state oggetto di molti studi negli anni per accertarne l'autenticità. Nei diari infatti traspare un Mussolini intimista, malinconico, spaventato dalla figura di Hitler, contrario alla guerra, "indifferente" nei confronti degli ebrei.
Rimasta sempre affezionata al fratello, le sue memorie furono raccolte e trascritte da Rosetta Ricci Crisolini in Mio fratello Benito, pubblicato da La Fenice di Firenze, nel 1957. Nel libro Edvige riporta i propri ricordi, lettere e colloqui avuti con suo fratello; tra le altre cose, Edvige si oppone alla tesi secondo cui Benito fosse antisemita, inserendo una testimonianza dello stesso Mussolini che afferma di aver aderito all'antisemitismo per la necessità dell'alleanza con Hitler. Morì a Roma il 20 maggio 1952.